# Еланецкий район
Еланецкий район (укр. Єланецький район) — упразднённая административная единица на севере Николаевской области Украины. Административный центр — посёлок городского типа Еланец.

## География
Площадь 1018 км².
Основная река — Гнилой Еланец.

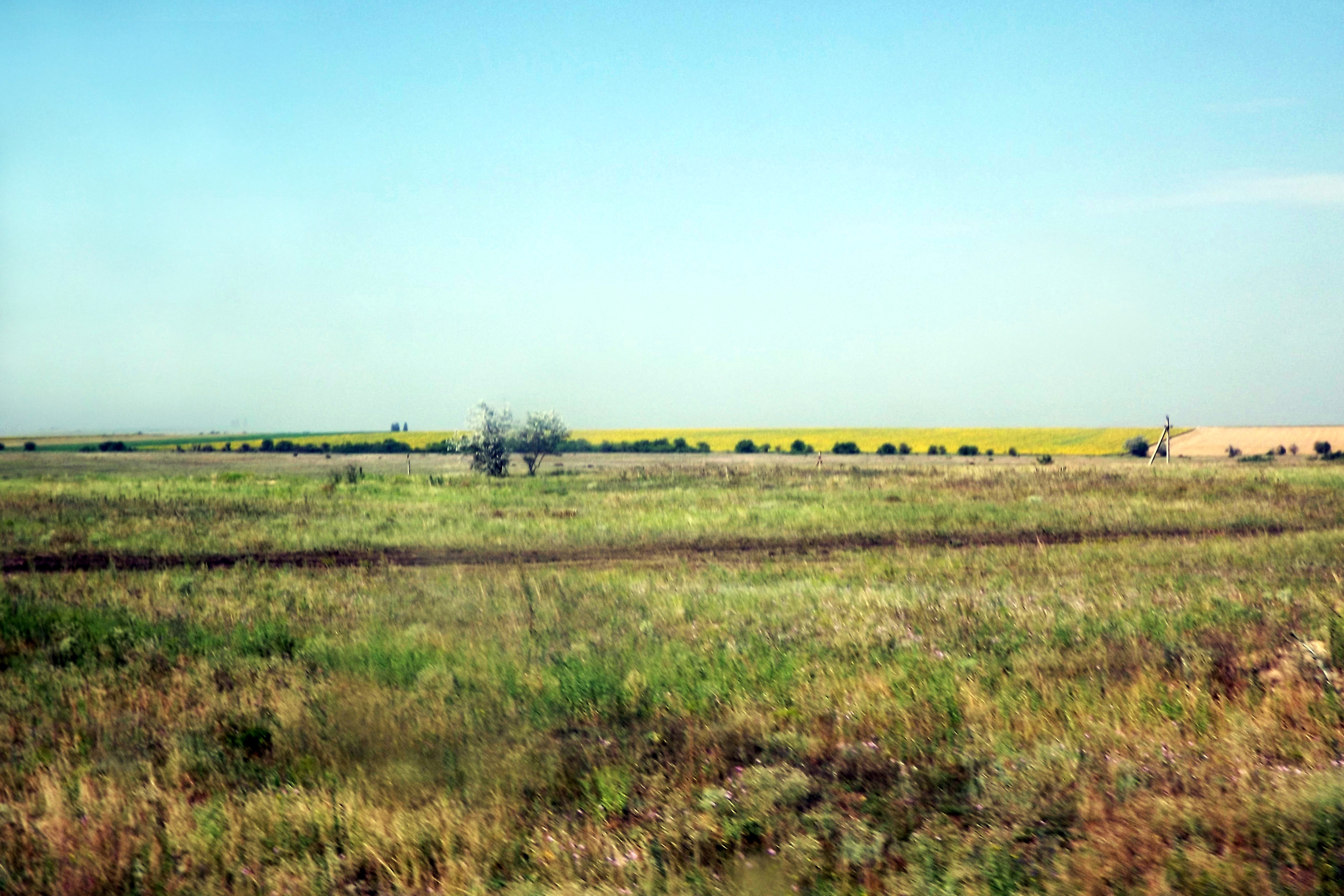
Степь в Еланецком районе

Расстояние от районного центра до г. Николаева — 100 км.
Водные ресурсы — 1084,75 га.
Границы: Братский район, Новобугский район, Новоодесский район, Вознесенский район, Кировоградская область.

### Природные ресурсы
На территории района выявлены месторождения гранита, криолиновой глины, песчаника.

## История
21 января 1959 года к Еланецкому району была присоединена часть территории упразднённого Привольнянского района.

## Демография
Население района составляет 15 073 человек (данные на 1 января 2019 г.), в том числе городское население — 4 838 чел.

## Населённые пункты
Список населённых пунктов района находится внизу страницы
Ликвидированы:
- с. Воссиятское (укр. Возсіятське) Малоукраинского сельского совета, ликв. в 80-х годах
- с. Владимиро-Матвеевка (укр. Володимиро-Матвіївка), присоединено к с. Малодворянка в 80-х годах
- с. Десятая Часть (укр. Десята Частина), присоединено к с. Малосербуловка в 80-х годах
- с. Маловоссиятское (укр. Маловозсіятське), присоединено к с. Малоукраинка в 80-х годах
- с. Новокрасиловка (укр. Новокрасилівка), присоединено к с. Гражданка в 80-х годах
- с. Садовое (укр. Садове), ликв. 30.05.1997 г.
- с. Самогордовка (укр. Самогордівка), присоединено к с. Нововасилевка в 80-х годах
- с. Семёно-Пилиповка (укр. Семено-Пилипівка), ликв. 30.05.1997 г.
- с. Ульяновка (укр. Улянівка), ликв. в 80-х годах
- с. Федосеевка (укр. Федосіївка), присоединено к с. Уральское в 80-х годах
- с. Шевченково (укр. Шевченкове), ликв. в 80-х годах

## Достопримечательности
- Заповедник «Еланецкая степь»

## Известные уроженцы
Воин, Пётр Фёдорович (1924—1987) — полный кавалер Ордена Славы, помощник командира взвода 117-го гвардейского стрелкового полка.